# Narodni park okameneli gozd Jaramillo
Narodni park okameneli gozd Jaramillo (špansko Bosques Petrificados de Jaramillo National Park) je zavarovano območje okamenelega lesa v departmaju Deseado, na severovzhodu province Santa Cruz v Argentini. Nekdaj je bilo to območje naravni spomenik, ustanovljen leta 1954 in znan kot Naravni spomenik okameneli gozd, ki je obsegal približno 13.700 hektarjev. Na tem območju so ostanki okamenelega lesa dreves, ki so na tem mestu rasla pred dvigom Andov pred približno 150 milijoni leti. Decembra 2012 so bila zaščitena dodatna zemljišča in zavarovano območje prekvalificirano v narodni park s skupno površino 78.543 hektarjev.

## Opis
Do nedavnega je območje pokrivalo površino 13.700 hektarjev. Vendar je uprava narodnih parkov pridobila dve sosednji območji in ju vključila v zavarovano območje, tako da je tvorila enoto 78.543 hektarjev. Park je v patagonski stepski ekoregiji, kjer je podnebje poleti hladno in suho, pozimi pa hladno in dokaj suho z manj kot 400 mm padavin in močnim zahodnim vetrom. Fosilizirana drevesa so bila prvič odkrita leta 1925 in so bila od takrat predmet številnih raziskav. Številni odseki debel so ohranjeni in ležijo na površini tal, nekateri imajo premer 2 m, drugi pa so dolgi tudi 30 m, našli pa so tudi okamnele storže z dreves.

## Zgodovina
Pred približno 150 milijoni let, v pozni juri, je območje tega narodnega parka imelo stabilno podnebje z veliko vlage. Tu so rasli gosti gozdovi z velikanskimi drevesi, med katerimi je bila Araucaria mirabilis, starodavna sorodnica sodobnih vrst Araucaria, nekakšnega zimzelenega iglavca.
To se je spremenilo na začetku krede, ko so vulkanski izbruhi, ki so sovpadali z začetkom dvigovanja Andov, pokopali nekaj patagonskega ozemlja pod pepel in lavo. Del gozdov, prekritih s pepelom, je bil podvržen postopkom petrifikacije. Ta postopek zahteva, da je podrto drevo v okolju brez kisika, ki ohranja prvotno strukturo rastlin in splošen videz, vendar ga občasno preplavi voda, bogata z mineralnimi snovmi, ki organsko strukturo nadomesti s silicijevim dioksidom in drugimi minerali. Končni rezultat je okamenel les.
Nekatera fosilizirana drevesa so bila visoka 100 m s premerom 3,5 m. Lokacija je še posebej zanimiva, ker kaže, da je bilo podnebje v tem delu Patagonije veliko bolj vlažno, preden so Andi prestregli vlažen zračni tok z zahoda.

## Podnebje
Za podnebje v parku je značilno, da je hladno, suho in vetrovno z velikimi nihanji temperature med dnevom in nočjo. Povprečne temperature se gibljejo od 19 ° C poleti do 7 ° C pozimi. Temperature lahko dosežejo do 40 ° C poleti, pozimi pa lahko padejo na -15 ° C. Park prejme 200 mm padavin na leto, ki so večinoma skoncentrirane v poletnih mesecih. V zimskem času lahko pride do sneženja.

## Rastlinstvo in živalstvo
Vegetacija v parku je večinoma nizko trnasto grmičevje, prilagojeno za življenje v sušnih okoljih; sem spadajo Caesalpinia gilliesii, češmin vrste Berberis microphylla, Arthrophyllum rigidum, Chiliotrichum diffusum, Mulinum spinosum in jagodnjak Fragaria chiloensis. Darwinov nandu, neleteča ptica je znana v parku, med prisotnimi sesalci pa so gvanako, mali pasavec (Zaedyus pichiy), andska lisica in južnoameriška siva lisica.